# Ståtkobbarna, Åland
Ståtkobbarna är skär i Åland (Finland). De ligger i den östra delen av landskapet, 60 km öster om huvudstaden Mariehamn. Kommungränsen mellan Kumlinge och Brändö går genom Ståtkobbarna.
Terrängen runt Ståtkobbarna är mycket platt. Havet är nära Ståtkobbarna åt sydost. Trakten är glest befolkad. Närmaste större samhälle är Kumlinge, 7,6 km nordväst om Ståtkobbarna. 